# 에바 그린
에바 가엘 그린(프랑스어: Eva Gaëlle Green, 1980년 7월 6일 ~ )은 프랑스의 배우, 모델이다.
배우 마를렌 요베르의 딸인 그녀는 베르나르도 베르톨루치의 《몽상가들》 (2003)로 영화계에 데뷔 이전에 연극 무대에서 연기 활동을 시작했다. 에바는 리들리 스콧의 역사 서사극 영화 《킹덤 오브 헤븐》 (2005년)의 예루살렘 여왕 시빌 역으로 세계적인 인지도를 얻었다. 그 다음 해 007 시리즈의 《007 카지노 로얄》 (2007)에서 본드걸 베스퍼 린드 역을 연기하여 영국 아카데미상에서 라이징 스타상을 수상했다.
이후로 그린은 《크랙》 (2009), 《움》 (2010), 《퍼펙트 센스》 (2011)를 포함한 다양한 독립 영화들에 출연했다. 2014년에는 《300》의 후속작 《300: 제국의 부활》에서 아르테미시아 1세 그리고 프랭크 밀러와 로버트 로드리게스의 《씬 시티》의 후속작 《씬 시티: 다크히어로의 부활》에서 에이바 로드 역을 연기했다. 그린은 팀 버튼 감독과의 협업으로 잘 알려져 있으며, 공포 코미디 영화 《다크 섀도우》 (2012)에서 안젤리크 부샤르, 판타지 영화 《미스 페레그린과 이상한 아이들의 집》 (2016)에서 미스 알마 페레그린, 판타지 영화 《덤보》에서 콜레트 마르샹 역으로 출연했다.
그린은 스타즈의 역사 판타지 드라마 《카멜롯》 (2011)에서 모건 펜드래건 역으로 출연했다. 또한 쇼타임의 공포 드라마 《페니 드레드풀》 (2014-2016)에서 버네사 이브스 역으로 출연하여, 제73회 골든 글로브상에서 텔레비전 드라마 부문 여우주연상 후보에 오르기도 했다.

## 어린 시절
에바 가엘 그린은 1980년 7월 6일 쌍둥이 자매 조이 보다 2분 일찍 태어났다. 그녀는 배우 및 가수인 마를렌 요베르와 치과의사 겸 단역 배우 월터 그린 (Walter Green)의 딸이다. 아버지는 브르타뉴와 스웨덴계 혈통이며, 아버지를 통해서 그린은 작곡가 폴 르 플렝의 증손녀이기도 하다. 프랑스령 알제리 출신인 어머니는 나중에 프랑스 본토로 이주해왔다. 어머니가 세파르디계 유대인 혈통이기에 그녀도 유대인이다. 그린은 "어린 시절에 시나고그에 다닌 적이 없는 세속적인 유대인"이고 "세계 시민"이라 느낀다고 자신을 묘사한 바가 있다. 그녀는 자신의 가족을 "부르주아"라고 표현했고 쌍둥이 동생이 자신과 매우 다르다고 했다. 그린은 타고난 탁한 금발이며; 15살부터 검은색으로 머리를 염색했다. 그녀는 배우 마리카 그린의 조카이며 가수 엘자 룅기니와 배우 조제핀 요베르와는 외가쪽 사촌 사이이다. "그린" (Green) [ˈɡɾeːn]이라는 성은 스웨덴의 성씨이다. 녹색을 뜻하는 영어 단어 "Green"(그린)에서 비롯된 것이 아니라, 같은 의미의 스웨덴어 "grön"(그뢴)에서 온 것이다. "Green"은 스웨덴어 단어 "gren"(그렌)에서 온 것인데, "나뭇가지"를 뜻한다.
그린은 프랑스에서 자랐고 영어를 쓰는 학교 기관인 파리 미국인 대학교에 다녔다. 런던과 아일랜드에서 성장기를 보내기도 했다. 학교에서 과묵한 편이었고, 7살 때 루브르 박물관을 방문하고나서 이집트학에 대한 관심을 키우기도 했다. 14살 때, 《아델 H 이야기》의 이자벨 아자니를 보고나서, 그린은 배우가 되기로 결심했다. 어머니는 처음엔 연기 활동이 예민한 성격의 딸에게 너무 힘들 것이라 걱정했었지만, 나중에는 딸의 바람을 지원해주었다. 그린은 파리의 생 폴 드라마 스쿨에서 학업을 이어나갔고, 런던에 있는 웨버 더글러스 연극 예술 아카데미에서 연기 과정을 밟았다. 이 시기에 그린은 파리로 돌아와, 몇몇 연극 공연을 하였다. 그린은 연극 학교에 있었던 동안에 "매번의 감정을 다루는데 가장 좋은 방법이였기에, "항상 정말 악역만을 골랐다"라고 밝혔다.

## 경력

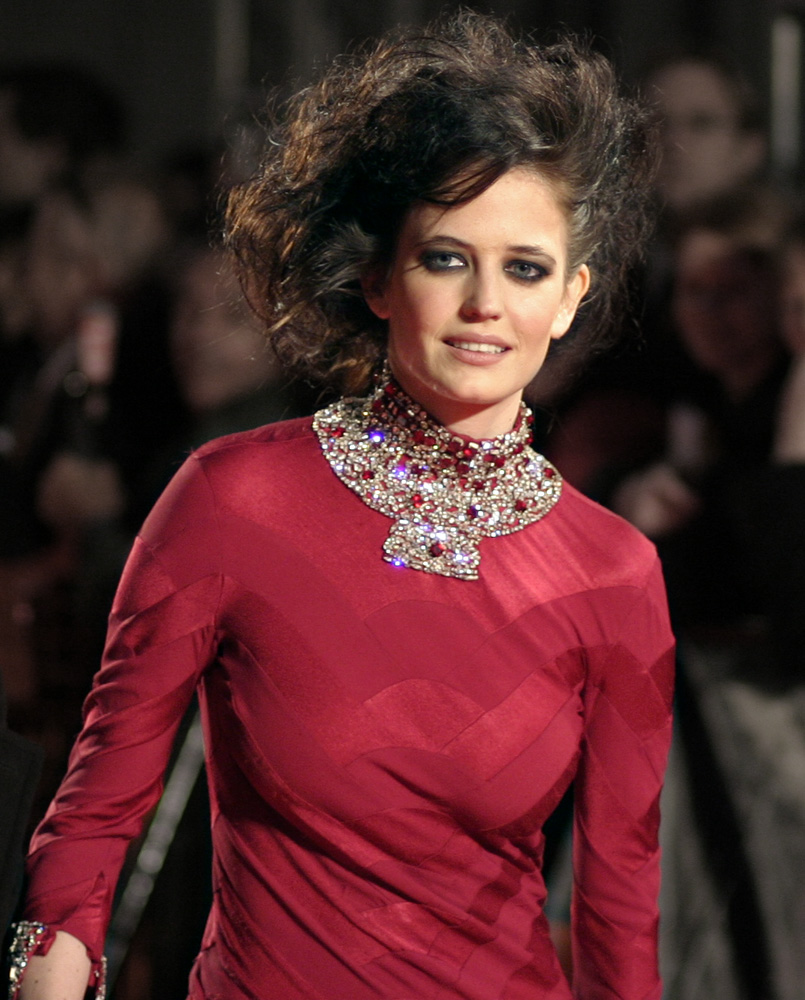
2007년 BAFTA에서 에바 그린

그린은 Jalousie en Trois Fax (2001)이라는 연극에 출연하여, 몰리에르상 후보에 지명됐다. Turcaret (2002)에 출연하기도 했다.
2002년에 그린은 감독 베르나르도 베르톨루치가 많은 전신 노출 장면과 사실 같은 섹스 장면들이 포함된 《몽상가들》 (2003)에 이자벨 역으로 캐스팅하면서 영화 무대에 데뷔했다. 그린은 자신의 에이전트와 부모님은 베르톨루치의 영화 《파리에서의 마지막 탱고》를 촬영하던 기간에 마리아 슈나이더의 트라우마를 이유로 들며, 이 영화가 자신의 경력에 "슈나이더와 같은 운명”을 갖게 할 것이라 걱정하여, 이 배역을 맡지 말라고 했었다고 가디언에게 말했었다. 그린은 베르톨루치의 지도로  노출과 섹스 장면을 촬영했을 때 편안했지만, 가족들이 이 영화를 봤을 때 창피했다고 말했다. 그녀의 연기는 매우 극찬받았고, 리브 타일러와 비교되기도 했다. 그린은 "거리와 스크린 두 곳 모두 심한 폭력이 존재합니다. 그들은 이걸 알지 못 합니다. 제 생각에는 그들이 섹스에 겁을 먹은 것 같아요."라소 말하며, 미국 상영판에서 1분이 잘려나간 것에 놀라움을 표했다. 다음 작품은 《아르센 루팡》 (2004)였으며, 루팡의 연인 역을 연기했다. 그녀는
보통 복잡한 배역을 연기하는 선호한다고 밝힌적이 있지만, 이 영화의 가벼운 배역을 즐겼다.
《몽상가들》에서 연기는 리들리 스콧이 그린을 십자군 전쟁에 관한 영화 《킹덤 오브 헤븐》에 캐스팅하게 하였고, 이 영화에서 그녀는 예루살렘 여왕 시빌라 역을 연기했다. 그린은 6번의 스크린 테스트를 거치고서야 본촬영이 시작되기 불과 일주일 전에 배역에 합류했다. 그린은 합류하는 영화의 상황이 매우 긴박하고 흥미로웠던걸 알았고, 그녀는 영화 주제에 대해 접근하는 작품의 양면성을 좋아했다. 그녀에겐 실망스럽게도, 출연 장면 상당량이 편집됐다. Salon.com의 스테퍼니 재카렉은 “그녀의 배역의 딱딱한 대화 형식으로 무엇을 했는지는 잘 모르지만, 겨우 알아차릴 수 있고 매우 위엄있는 연기를 해냈다”라며 그린의 연기를 칭찬했다. 반면 BBC의 네브 피어스는 그녀의 배역을 “늘어진다”라고 칭했다. 그린은 자신의 배역의 복잡한 서브플롯이 감독판에서 복원되며 만족감을 느꼈다. 토털 필름은 새로운 장면들이 그녀의 연기를 완성시켰다고 말했다: “극장판에서는 시빌라 공주가 발리앙과 자고난 뒤에, 그녀는 거의 정신을 놓고 만다. 이제 우리는 왜 그런지 알 수 있다. 그녀는 어린 아들을 두었기 때문이 아니라, 오빠인 보두앵처럼 나병에 시달린다는걸 깨달았기에, 그가 왕이 된지 얼마 안되어 아들의 목숨을 거두기로 결정했다.”
그린은 《콘스탄트 가드너》 (레이철 바이스에게 주어진 배역)와 《블랙 달리아》 의 배역으로 고려되기도 했었다. 그녀는 007 시리즈 영화 《007 카지노 로얄》에 베스퍼 린드 역으로 마지막 순간에 캐스팅 됐다. 그린은 2005년 중반에 이 배역에 가까웠으나 캐스팅을 거절했다. 본촬영은 이미 시작됐었고, 감독 마틴 캠벨은 “우린 아직 최종 각본이 없었고 본드걸은 항상 가슴과 엉덩이가 함축되어야 있어야 했다”라는 이유로 베스퍼 린드 배역 캐스팅이 어려웠다고 밝혔다. 캠벨은 《킹덤 오브 헤븐》의 감독판에서 그린의 연기를 봤고, 그녀에게 다시 접근했다. 그녀는 각본을 읽고, 베스퍼 린드가 대부분의 본드걸과 많이 다르다는걸 알았다. 그린의 연기는 엔터테인먼트 위클리가 역대 네 번째로 훌륭한 본드걸이라 칭하였고, IGN은 “이번 본드걸이 망가지며, 제임스 본드를 만들어냈다”라고하며, 그녀를 최고의 팜 파탈이라 칭하며, 많은 칭찬을 받았고 그녀는 이 연기로 BAFTA와 엠파이어상을 수상했다. 두 상 모두 영국의 대중들에게 투표로 선정된 것이었다.
그린은 《황금나침반》의 2007년 영화 각색작에 세라피나 페칼라 역을 연기했다. 그린은 이 원작 소설의 종교적인 주제가 보존되길 바랬으나, 영화에서 가톨릭에 관한 것들은 없애졌다. 그린은 《프랭클린》에서 상처입은 예술가 에밀리아, (이 배역을 연기한 그린은 실존 인물인 소피 칼레와 트레이시 에민과 비교됐다) 그리고 신비로운 샐리 역으로 출연했는데, 샐리 역에 대해서 그녀는 "인생 전체가 매우 재밌고, 큰 유머 감각을 지녔다”라고 묘했다. 그녀는 또한 리들리 스콧의 딸 조던 스콧의 감독 데뷔작인 《크랙》을 촬영했는데, 이 영화에서 그녀는 자신의 학생과 사랑에 빠진 미스 G 라고 불리는 여학교의 교사 역을 연기했다. 2009년 3월에 그녀는 《움》에 출연하여,  죽은 남자친구를 복제해낸 여성을 연기했다.  이 영화는 배우 맷 스미스와 감독 플리에거우프 베네데크의 합작이었다.

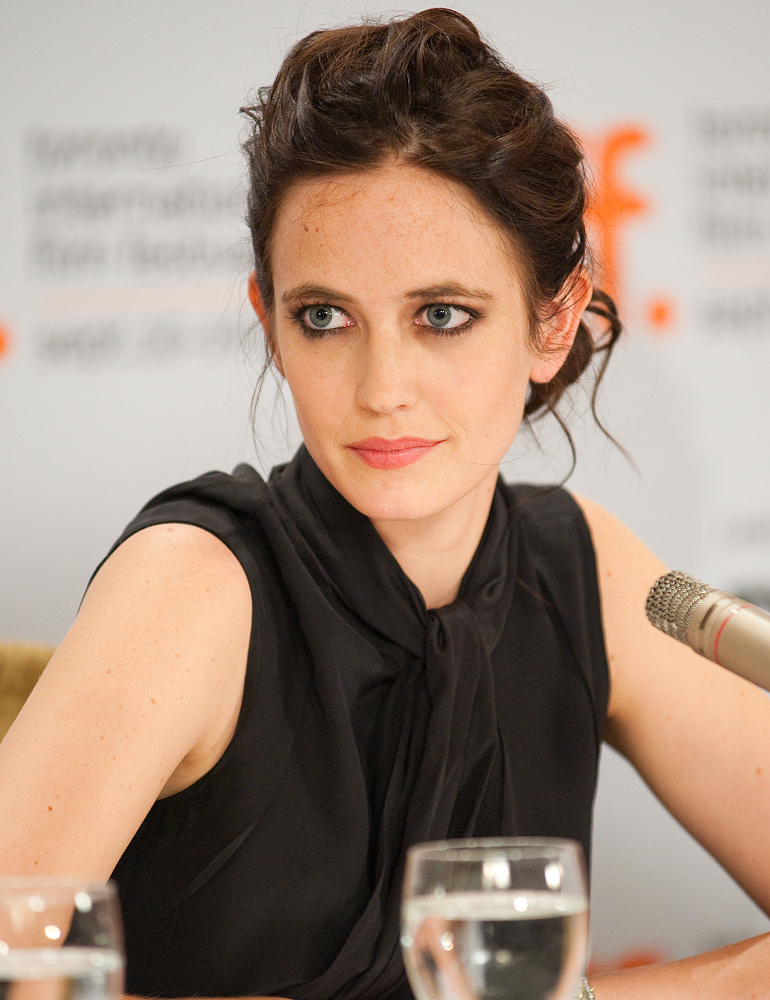
2009년 토론토 국제 영화제에서 에바 그린

그녀는 《언 시크릿》 (2007)에서 결국엔 세실 드 프랑스가 연기했던 배역에 고려되기도 했다. 추가로 그녀는 라스 폰 트리어의 논란의 영화 《안티크라이스트 》(2009)에 여성 주연으로 처음에 접근되었다. 트리어에 따르면, 그린은 이 영화에 출연하는 것에 긍정적이었으나, 그녀의 에이전트가 반대했다고 한다. 결국에 캐스팅 시도로 영화의 사전 제작 과정 중에 세 달을 쓰고 말았다. 잉글랜드계 프랑스 배우 샤를로트 갱스부르가 이후 이 배역에 캐스팅됐다. 그린은 당시에 트리어와 관계가 괜찮았지만 “우리가 노출과 섹스씬, 그 밖에 등등을 이야기하기 시작했는데, 그것은 좀 과했다. 그와 작품을 같이 하는건 나의 꿈이었지만, 그가 요구한 것이 영화에서 이뤄진 것들은 창피했다. 내가 그 배역을 맡았더라면 영화를 망쳤을 것이라 확실한다”라고 시간이 흘러 밝혔다.
그린은 스타즈의 드라마 《카멜롯》의 첫 시즌에서 마녀 모건 르 페이 역으로 출연했다. 그린은 "이 드라마는 유명한 이야기이고 여러분에게는 이 캐릭터에 대해 알아볼 10개의 에피소드가 있습니다. 영화에서 봤던 애인 같은 배역이 아닙니다. 정말 배짱두둑한 등장인물이고, 그녀는 약간 성깔이 있기도 합니다."라고 말했다. 2012년에 그린은 팀 버튼의 《다크 섀도우》에서 저주로 조니 뎁의 배역을 흡혈귀로 만들어버린 복수심 가득한 마녀 안젤리크 부샤르를 연기했다.
2014년에 그녀는 출연하여 훌륭한 평가를 받은, 《300》의 후속작, 《300: 제국의 부활》에서 아르테미시아 1세 역을 연기했다. 뉴스데이의 러퍼 구즈만은 영화 비평에 "한 가지 좋았던 점은 크세르크세스의 모사로서, 너구리 같은 눈을 가진 군인 귀공녀인 아르테미시아 역을 연기한 에바 그린이다.. 그린은 앙칼지고 만족을 모르는 자기 혐오적인 팜 파탈을 연기했고, 완전히 스크린을 압도했다."라고 비평했다. 빌리지 보이스에서 기고하는 스테퍼니 재커릭은 "제국의 부활은 기존작과 본질적으로 훨씬 같지만, 한 가지 차이점이 이전 작보다 300배는 훨씬 낫게 해준다: 아테네와 스파르타의 하찮은 사람들, 뭄바이에서 미네폴리스에 있는 모든 도시들, 뛰어난 에바 그린을 지켜보고, 몸을 떨어라!"라고 말했다
2014년 5월에서 2016년 사이에 그린은 쇼타임의 공포 드라마 《페니 드레드풀》에 버네사 이브스 역으로 출연했다. 그녀가 드라마에서 펼친 연기는 제73회 골든 글로브상에서 극 드라마 부문 여우주연상 후보에 오르게 했다. 그녀는 《씬 시티》의 후속작, 《씬 시티: 다크히어로의 부활》 (2014)에서 에이자 로드라는 중요한 배역을 연기했다.
2016년, 그린은 랜섬 릭스의 2011년 소설을 바탕으로 한 《미스 페레그린과 이상한 아이들의 집》에서 팀 버튼과 재결합했다. 그린은 콜린 패럴과 마이클 키튼이 같이 출연하는 디즈니의 2019년 《덤보》 실사화 각색작에서 버튼과 다시 한번 만났다.
2018년에 그녀는 프랑스 정부가 수여하는 공로상 프랑스 문학예술훈장을 수여받았다.

## 광고 활동

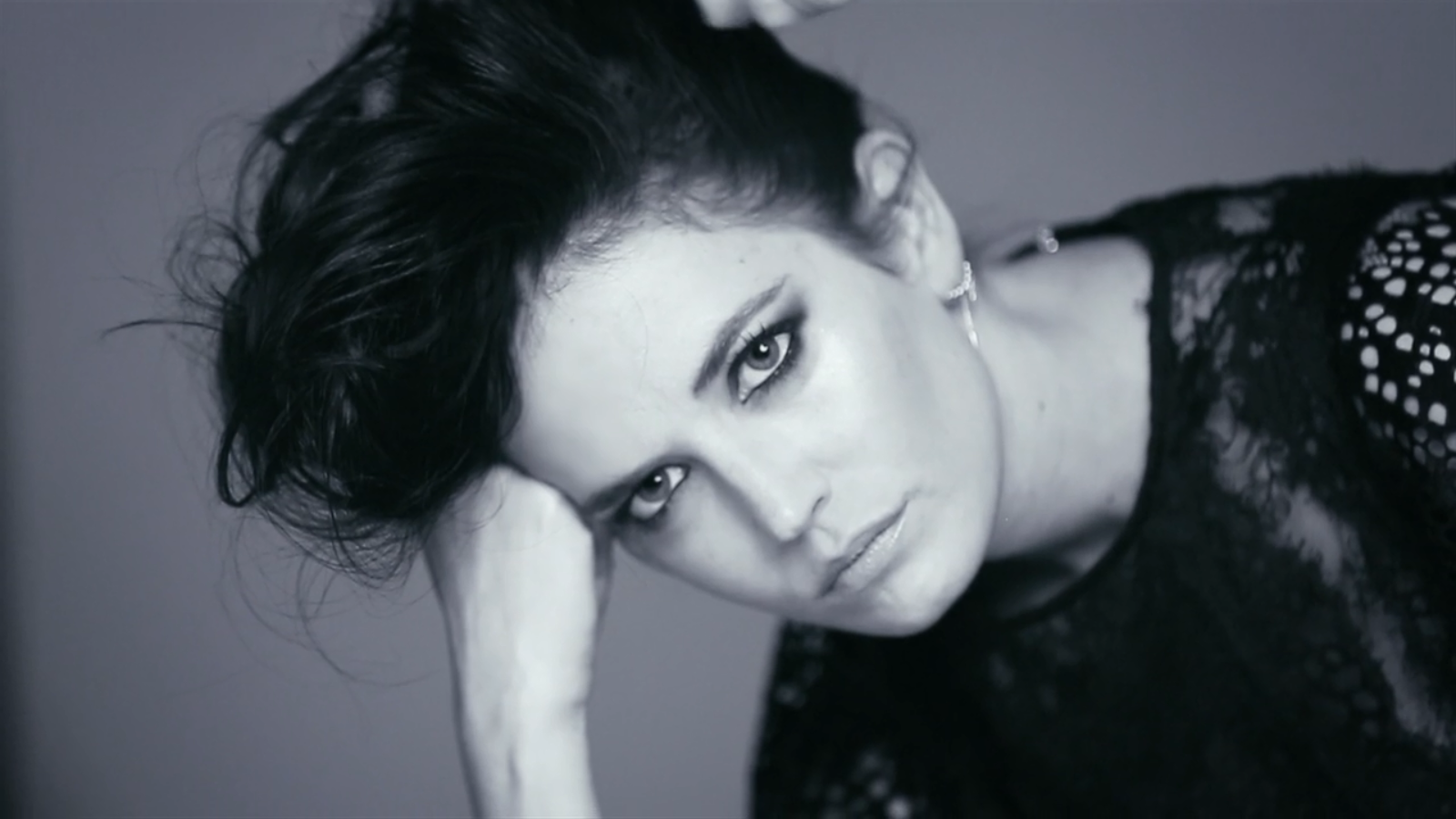
로레알 모델, 에바 그린

연기 활동 뿐만 아니라 그린은 몽블랑, 브레일, 엠포리오 아르마니, 랑콤, 하이네켄, 그리고 왕가위가 연출한 광고 크리스티앙 디오르의 향수 "Midnight Poison"등의 모델로 출연했다.

## 매체에서
2007년에 그린은 영국의 영화 잡지인 〈엠파이어〉가 선정하는 역대 영화 배우 중 여섯 번째로 섹시한 인물로 뽑혔다. 〈엠파이어〉는 또한 그녀가 연기한 베스퍼 린드를 영화사상 가장 섹시한 여성 등장인물 중 9위에 올렸다. 2011년에 〈로스엔젤레스 타임스 매거진〉은 영화계 가장 아름다운 여성 50위에 그녀를 18위에 선정했다. 2012년에 그녀는 애프터앨런의 핫 100인에서 57위에 올랐다. 2012년 4월에 〈샬롬 라이프〉는 전세계 가장 재능있고, 지적이며, 유머감각이 있고, 뛰어난 유대인 여성 50인에 그녀를 2위에 올렸다.

## 사생활
그린은 스스로를 “너드”라고 생각한다. 또한 "사람들이 절 처음보면, 제가 엄청 차갑다고 생각해요... 저는 스스로 거리를 두려고 하고, 제 생각에는 그게 제가 연기에 엄청 몰입할 수 있던 이유라고 생각해요. 저에게 마스크를 쓸 수 있게 해주거든요."라고 말했다. 그녀는 자기 명의 집에서 혼자 살고 있고, 일을 하지 않을 때는 조용하게 지낸다. 한 인터뷰에서 사람들이 그녀에 대해 가장 놀라워 했던 것이 무엇이냐는 질문에 그녀는 
| “ | 저는 사람들이 저에 대해 알아봤을 때 놀라워한 것이 제가 약간 집순이라는 것이라 생각해요. 저는 클럽이나 떠들썩한 파티에 가는걸 좋아하지 않아요. 하루의 촬영이 끝나면, 저는 집에 가서 포도주 한 잔과 좋은 책을 가지고 불 옆에서 쉬는게 좋아요. 지루하죠, 그렇죠? | ” |

 그녀는 박제와 곤충학에 관심이 있다고 밝혔고, 보존 처리된 두개골과 곤충들을 수집한다.
그린은 유니세프를 후원한다.

## 출연 작품

### 영화
| 연도   | 제목                                   | 역할                   | 참고 |
| ------ | -------------------------------------- | ---------------------- | ---- |
| 2003년 | 《몽상가들》                           | 이사벨                 |      |
| 2004년 | 《아르센 루팡》                        | 클라리스 드 드뢰수비스 |      |
| 2005년 | 《킹덤 오브 헤븐》                     | 시빌라                 |      |
| 2006년 | 《007 카지노 로얄》                    | 베스퍼 린드            |      |
| 2007년 | 《황금나침반》                         | 세라피나 펙켈라        |      |
| 2008년 | 《프랭클린》                           | 에밀리아 / 샐리        |      |
| 2009년 | 《크랙》                               | 미스 G                 |      |
| 2010년 | 《움》                                 | 레베카                 |      |
| 2011년 | 《퍼펙트 센스》                        | 수잔                   |      |
| 2012년 | 《다크 섀도우》                        | 안젤리크 부샤르        |      |
| 2014년 | 《300: 제국의 부활》                   | 아르테미시아           |      |
| 2014년 | 《버진 스노우》                        | 이브 코너              |      |
| 2014년 | 《웨스턴 리벤지》                      | 마델린                 |      |
| 2014년 | 《씬 시티: 다크히어로의 부활》         | 아바 로드              |      |
| 2016년 | 《미스 페레그린과 이상한 아이들의 집》 | 미스 페레그린          |      |
| 2017년 | 《실화: 숨겨진 비밀》                  | 엘                     |      |
| 2017년 | 《유포리아》                           | 에밀리아               |      |
| 2019년 | 《덤보》                               | 콜레트 마르샹          |      |
| 2019년 | 《프록시마 프로젝트》                  | 세라                   |      |
| 2023년 | 《더 쓰리 머스커티어스: 달타냥》       | 밀라디                 |      |
| 2024년 | 《더티 엔젤스》                        | 제이크                 |      |

### 텔레비전
| 연도      | 제목              | 역할            | 비고        |
| --------- | ----------------- | --------------- | ----------- |
| 2011년    | 《카멜롯》        | 모건 펜드래건   | 10 에피소드 |
| 2014~16년 | 《페니 드레드풀》 | 바네사 아이브스 | 24 에피소드 |

## 수상 및 후보
| 연도 | 시상식                           | 부문                            | 작품                                  | 결과 | 주석   |
| ---- | -------------------------------- | ------------------------------- | ------------------------------------- | ---- | ------ |
| 2004 | 제17회 유럽 영화상               | 대중 선정 여우주연상            | 몽상가들                              | 후보 |        |
| 2005 | 틴 초이스 어워즈                 | Choice Movie: Love Scene        | 킹덤 오브 헤븐 – (올랜도 블룸과 공동) | 후보 |        |
| 2005 | 틴 초이스 어워즈                 | Choice Movie: Liplock           | 킹덤 오브 헤븐 – (올랜도 블룸과 공동) | 후보 |        |
| 2007 | 제60회 영국 아카데미 영화상      | BAFTA 라이징 스타상             | 007 카지노 로얄                       | 수상 |        |
| 2007 | 제4회 아일랜드 영화 & 텔레비전상 | 외국인 여우주연상               | 007 카지노 로얄                       | 후보 |        |
| 2007 | 내셔널 무비 어워즈               | 여우주연상                      | 007 카지노 로얄                       | 후보 |        |
| 2007 | 제33회 새턴상                    | 여우조연상                      | 007 카지노 로얄                       | 후보 |        |
| 2007 | 제12회 엠파이어상                | 여자 신인상                     | 007 카지노 로얄                       | 수상 |        |
| 2015 | 팬고리아 체인소 어워즈           | TV 여우주연상                   | 페니 드레드풀                         | 후보 |        |
| 2015 | 제19회 새틀라이트상              | 텔레비전 드라마 부문 여우주연상 | 페니 드레드풀                         | 후보 |        |
| 2015 | 제5회 크리틱스 초이스 텔레비전상 | 드라마 부문 여우주연상          | 페니 드레드풀                         | 후보 |        |
| 2016 | 제73회 골든 글로브상             | 드라마 부문 여우주연상          | 페니 드레드풀                         | 후보 |        |
| 2016 | 제6회 크리틱스 초이스 텔레비전상 | 드라마 부문 여우주연상          | 페니 드레드풀                         | 후보 |        |
| 2016 | 팬고리아 체인소 어워스           | 텔레비전 여우주연상             | 페니 드레드풀                         | 수상 |        |
| 2017 | 팬고리아 체인소 어워스           | 텔레비전 여우주연상             | 페니 드레드풀                         | 후보 | [ 65 ] |
| 2017 | 틴 초이스 어워즈                 | 판타지 영화 부문 여자배우상     | 미스 페레그린과 이상한 아이들의 집    | 후보 | [ 66 ] |